# Incendio del Edificio Joelma

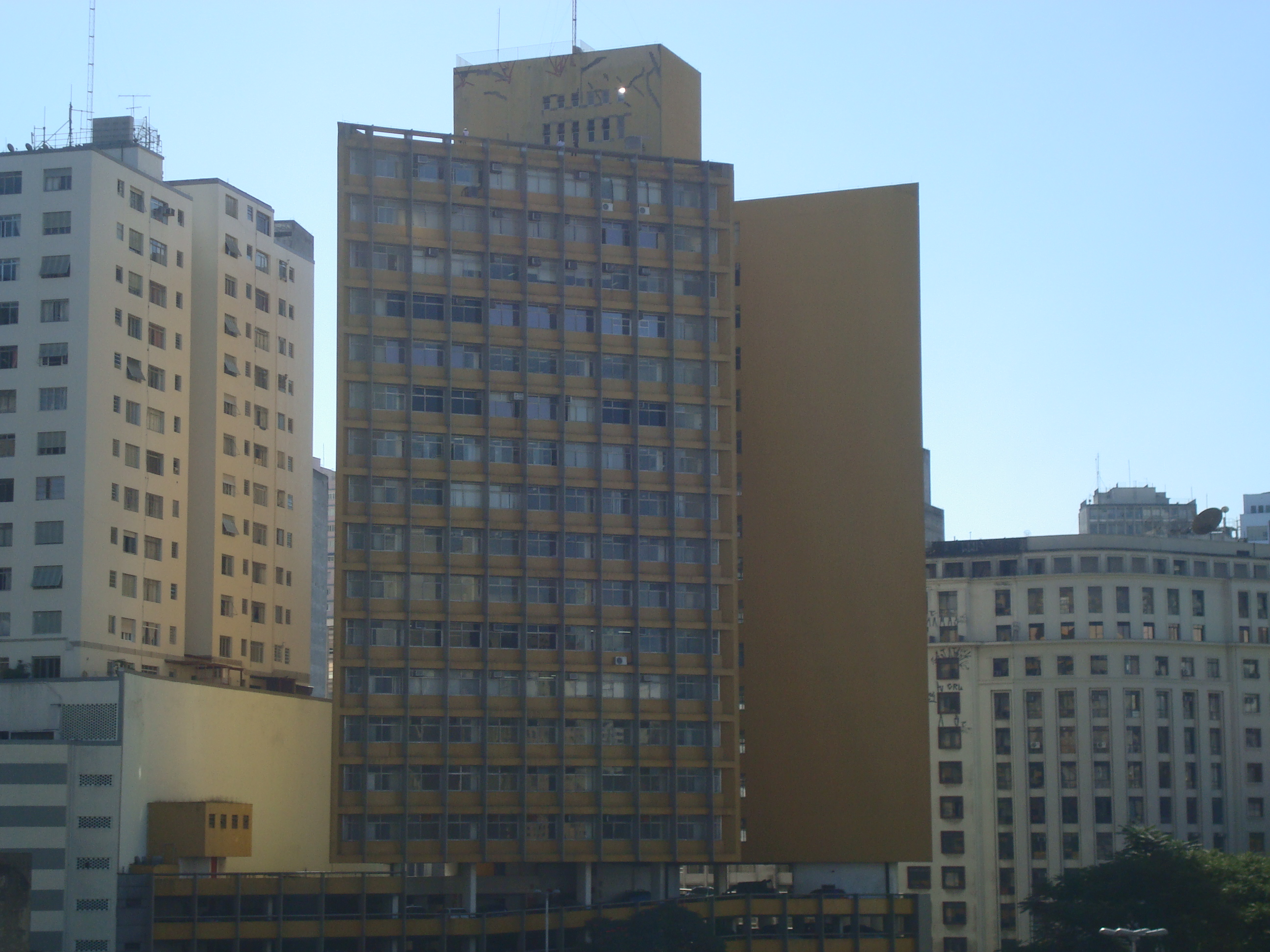
Edificio Joelma en 2008.

El incendio del Edificio Joelma fue un siniestro ocurrido la mañana del viernes 1 de febrero de 1974, en un edificio de oficinas de la Avenida 9 de julio, en la ciudad de São Paulo, Brasil. El hecho produjo la muerte de 188 personas y dejó a 280 heridos. Es el peor incendio ocurrido en aquella ciudad, y una de las tragedias más mortíferas del país.

## El edificio
El edificio Joelma fue construido entre 1969 y 1972.

## Desarrollo del incendio
La mañana del viernes 1 de febrero de 1974 unos 756 trabajadores iniciaban sus actividades en el Edificio Joelma, imponente estructura de 25 pisos (los 10 primeros eran estacionamientos y los restantes 15 de oficinas) ubicada en el 225 de la Avenida 9 de julio, en el centro de la ciudad de São Paulo. Gran parte del edificio estaba ocupado por las instalaciones del Banco Crefisul.
Dos años antes, el jueves 24 de febrero de 1972, un incendio afectó al Edificio Andraus, en el cual murieron 17 personas y 336 resultaron heridas.
El fuego se originó en el piso 12, por una sobrecarga eléctrica en el sistema de aire acondicionado. Esta unidad requería un tipo especial de interruptor, el cual no se encontraba disponible en el momento en que se instaló.
Alrededor de las 8:50 horas de la mañana se oyó un gran estruendo en el piso 12 rompiendo los vidrios.
A las 9:10 llegaron las primeras unidades de bomberos, complicadas por el gran tráfico que tenía y sigue teniendo la ciudad a esas horas.
El fuego se extendió rápidamente producto de las alfombras, el forrado interior de plástico y las cortinas de madera.
El edificio no contaba con luces de emergencia, ni alarma contra incendios, sistemas de rociadores contra incendios y lo fundamental: salidas de emergencia.
Al interior del edificio, las llamas se propagaron hasta el piso 15 a través de las escaleras, las cuales se convirtieron en un pozo de humo y de calor, por lo que se hicieron intransitables. Los bomberos trataron de entrar al edificio usando esta escalera, pero no pudieron subir más arriba del piso 11.
170 personas se dirigieron a la azotea de la estructura durante el siniestro con la esperanza de ser rescatados por un helicóptero. Sin embargo el lugar no era suficientemente grande para que aterrizaran, y eso sumado a que el ambiente era sumamente caluroso y había un denso humo alrededor.
Aproximadamente 80 personas, que se escondieron bajo el techo del edificio fueron encontrados con vida.
Aproximadamente unas 300 personas fueron evacuadas usando los ascensores, una práctica no recomendada por los bomberos. Los cuatro elevadores solo fueron capaces de hacer unos cuantos viajes, ya que las condiciones dentro del edificio hicieron imposible continuar.
Algunos pocos fueron capaces de bajar de un piso a otro y luego bajar a través de las escaleras aéreas de bomberos.
El fuego fue extinguido alrededor de las 17:00 horas.
Se utilizaron helicópteros de la Cámara Municipal de São Paulo que se encuentra a unos metros del lugar, los cuales pudieron rescatar a varias personas que se encontraban en la azotea del edificio.

## Consecuencias
Fallecieron 188 personas, 40 de ellas producto de que se lanzaron hacia la calle.
Después del desastre, el edificio permaneció cerrado durante 4 años siendo totalmente restaurado, pero conservando la misma estructura. Fue renombrado como Edificio Praça da Bandeira.
Es la peor tragedia a nivel mundial en edificios de altura (exceptuando los Atentados del 11 de septiembre de 2001).

### Curiosidad
Existen muchos mitos y leyendas que rodean tanto el Joelma como com el Edificio Andraus, como algunas personas que afirman haber sido testigos de acontecimientos que van desde ruidos extraños a inexplicables hasta voces de sufrimiento, en ambos los edificios.